# Kvalspelet till Europamästerskapet i fotboll 1972 (grupp 2)
Kvalspelet till Europamästerskapet i fotboll 1972 (grupp 2) spelades mellan den 7 oktober 1970 och 4 december 1971

## Tabell
| Nr | Lag ( )   | S | V | O | F | GM | IM | MS  | P |
| -- | --------- | - | - | - | - | -- | -- | --- | - |
| 1  | Ungern    | 6 | 4 | 1 | 1 | 12 | 5  | +7  | 9 |
| 2  | Bulgarien | 6 | 3 | 1 | 2 | 11 | 7  | +4  | 7 |
| 3  | Frankrike | 6 | 3 | 1 | 2 | 10 | 8  | +2  | 7 |
| 4  | Norge     | 6 | 0 | 1 | 5 | 5  | 18 | −13 | 1 |

## Matcher
|             | 7 oktober 1970 | Norge           | 1 – 3           | Ungern                                                 | Ullevål Stadion | |
| 19:00 UTC+1 | 19:00 UTC+1    | Odd Iversen 50′ | (0 – 2) Rapport | 6′ Ferenc Bene 23′ László Nagy 69′ (sjm.) Geir Karlsen | Oslo Publik: 15 000<refname="Rsssf">{{Webbref\|url=http://www.rsssf.com/tables/72e-fulldet.html%7Ctitel=EuropeanChampionship1 972(Details)\|hämtdatum=9juli2 017\|utgivare=Rsssf}}</ref> Domare: Adrianus Boogaerts (Nederländerna) | Oslo Publik: 15 000<refname="Rsssf">{{Webbref\|url=http://www.rsssf.com/tables/72e-fulldet.html%7Ctitel=EuropeanChampionship1 972(Details)\|hämtdatum=9juli2 017\|utgivare=Rsssf}}</ref> Domare: Adrianus Boogaerts (Nederländerna) |
| 19:00 UTC+1 | 19:00 UTC+1    |                 |                 |                                                        | Oslo Publik: 15 000<refname="Rsssf">{{Webbref\|url=http://www.rsssf.com/tables/72e-fulldet.html%7Ctitel=EuropeanChampionship1 972(Details)\|hämtdatum=9juli2 017\|utgivare=Rsssf}}</ref> Domare: Adrianus Boogaerts (Nederländerna) | Oslo Publik: 15 000<refname="Rsssf">{{Webbref\|url=http://www.rsssf.com/tables/72e-fulldet.html%7Ctitel=EuropeanChampionship1 972(Details)\|hämtdatum=9juli2 017\|utgivare=Rsssf}}</ref> Domare: Adrianus Boogaerts (Nederländerna) |
| 19:00 UTC+1 | 19:00 UTC+1    |                 |                 |                                                        | Oslo Publik: 15 000<refname="Rsssf">{{Webbref\|url=http://www.rsssf.com/tables/72e-fulldet.html%7Ctitel=EuropeanChampionship1 972(Details)\|hämtdatum=9juli2 017\|utgivare=Rsssf}}</ref> Domare: Adrianus Boogaerts (Nederländerna) | Oslo Publik: 15 000<refname="Rsssf">{{Webbref\|url=http://www.rsssf.com/tables/72e-fulldet.html%7Ctitel=EuropeanChampionship1 972(Details)\|hämtdatum=9juli2 017\|utgivare=Rsssf}}</ref> Domare: Adrianus Boogaerts (Nederländerna) |

|             | 11 november 1970 | Frankrike                                        | 3 – 1           | Norge           | Stade de Gerland                                                                  |                                                                                   |
| 17:00 UTC+1 | 17:00 UTC+1      | Louis Floch 30′ Georges Lech 55′ Michel Mézy 63′ | (1 – 0) Rapport | 79′ Olav Nilsen | Lyon Publik: 10 357<refname="Rsssf"/> Domare: António Ribeiro Saldanha (Portugal) | Lyon Publik: 10 357<refname="Rsssf"/> Domare: António Ribeiro Saldanha (Portugal) |
| 17:00 UTC+1 | 17:00 UTC+1      |                                                  |                 |                 | Lyon Publik: 10 357<refname="Rsssf"/> Domare: António Ribeiro Saldanha (Portugal) | Lyon Publik: 10 357<refname="Rsssf"/> Domare: António Ribeiro Saldanha (Portugal) |
| 17:00 UTC+1 | 17:00 UTC+1      |                                                  |                 |                 | Lyon Publik: 10 357<refname="Rsssf"/> Domare: António Ribeiro Saldanha (Portugal) | Lyon Publik: 10 357<refname="Rsssf"/> Domare: António Ribeiro Saldanha (Portugal) |

|             | 15 november 1970 | Bulgarien            | 1 – 1           | Norge           | Nationalstadion Vasil Levski                                                  |                                                                               |
| 15:30 UTC+2 | 15:30 UTC+2      | Tsvetan Atanasov 29′ | (1 – 0) Rapport | 83′ Tor Fuglset | Sofia Publik: 28 000<refname="Rsssf"/> Domare: Michalakis Kiriakides (Cypern) | Sofia Publik: 28 000<refname="Rsssf"/> Domare: Michalakis Kiriakides (Cypern) |
| 15:30 UTC+2 | 15:30 UTC+2      |                      |                 |                 | Sofia Publik: 28 000<refname="Rsssf"/> Domare: Michalakis Kiriakides (Cypern) | Sofia Publik: 28 000<refname="Rsssf"/> Domare: Michalakis Kiriakides (Cypern) |
| 15:30 UTC+2 | 15:30 UTC+2      |                      |                 |                 | Sofia Publik: 28 000<refname="Rsssf"/> Domare: Michalakis Kiriakides (Cypern) | Sofia Publik: 28 000<refname="Rsssf"/> Domare: Michalakis Kiriakides (Cypern) |

|             | 24 april 1971 | Ungern                  | 1 – 1           | Frankrike         | Ferenc Puskás-stadion                                                                     |                                                                                           |
| 16:30 UTC+1 | 16:30 UTC+1   | Lajos Kocsis 70′ (str.) | (0 – 0) Rapport | 64′ Hervé Revelli | Budapest Publik: 45 867<refname="Rsssf"/> Domare: Joaquim Fernandes dos Campos (Portugal) | Budapest Publik: 45 867<refname="Rsssf"/> Domare: Joaquim Fernandes dos Campos (Portugal) |
| 16:30 UTC+1 | 16:30 UTC+1   |                         |                 |                   | Budapest Publik: 45 867<refname="Rsssf"/> Domare: Joaquim Fernandes dos Campos (Portugal) | Budapest Publik: 45 867<refname="Rsssf"/> Domare: Joaquim Fernandes dos Campos (Portugal) |
| 16:30 UTC+1 | 16:30 UTC+1   |                         |                 |                   | Budapest Publik: 45 867<refname="Rsssf"/> Domare: Joaquim Fernandes dos Campos (Portugal) | Budapest Publik: 45 867<refname="Rsssf"/> Domare: Joaquim Fernandes dos Campos (Portugal) |

|             | 19 maj 1971 | Bulgarien                                              | 3 – 0           | Ungern | Nationalstadion Vasil Levski                                                  |                                                                               |
| 18:00 UTC+2 | 18:00 UTC+2 | Bozhil Kolev 38′ Petko Petkov 48′ Stefan Velichkov 72′ | (1 – 0) Rapport |        | Sofia Publik: 40 000<refname="Rsssf"/> Domare: Tofiq Bähramov (Sovjetunionen) | Sofia Publik: 40 000<refname="Rsssf"/> Domare: Tofiq Bähramov (Sovjetunionen) |
| 18:00 UTC+2 | 18:00 UTC+2 |                                                        |                 |        | Sofia Publik: 40 000<refname="Rsssf"/> Domare: Tofiq Bähramov (Sovjetunionen) | Sofia Publik: 40 000<refname="Rsssf"/> Domare: Tofiq Bähramov (Sovjetunionen) |
| 18:00 UTC+2 | 18:00 UTC+2 |                                                        |                 |        | Sofia Publik: 40 000<refname="Rsssf"/> Domare: Tofiq Bähramov (Sovjetunionen) | Sofia Publik: 40 000<refname="Rsssf"/> Domare: Tofiq Bähramov (Sovjetunionen) |

|             | 9 juni 1971 | Norge           | 1 – 4           | Bulgarien                                                        | Ullevål Stadion                                                   |                                                                   |
| 19:00 UTC+1 | 19:00 UTC+1 | Odd Iversen 80′ | (0 – 4) Rapport | 26′, 42′ (str.) Hristo Bonev 29′ Petar Zhekov 37′ Mladen Vasilev | Oslo Publik: 22 000<refname="Rsssf"/> Domare: William Gow (Wales) | Oslo Publik: 22 000<refname="Rsssf"/> Domare: William Gow (Wales) |
| 19:00 UTC+1 | 19:00 UTC+1 |                 |                 |                                                                  | Oslo Publik: 22 000<refname="Rsssf"/> Domare: William Gow (Wales) | Oslo Publik: 22 000<refname="Rsssf"/> Domare: William Gow (Wales) |
| 19:00 UTC+1 | 19:00 UTC+1 |                 |                 |                                                                  | Oslo Publik: 22 000<refname="Rsssf"/> Domare: William Gow (Wales) | Oslo Publik: 22 000<refname="Rsssf"/> Domare: William Gow (Wales) |

|             | 8 september 1971 | Norge                | 1 – 3           | Frankrike                                                  | Ullevål Stadion                                                                |                                                                                |
| 19:00 UTC+1 | 19:00 UTC+1      | Ola Dybwad-Olsen 80′ | (0 – 2) Rapport | 33′ Jacques Vergnes 34′ Bernard Blanchet 46′ Charly Loubet | Oslo Publik: 16 544<refname="Rsssf"/> Domare: John Wright Paterson (Skottland) | Oslo Publik: 16 544<refname="Rsssf"/> Domare: John Wright Paterson (Skottland) |
| 19:00 UTC+1 | 19:00 UTC+1      |                      |                 |                                                            | Oslo Publik: 16 544<refname="Rsssf"/> Domare: John Wright Paterson (Skottland) | Oslo Publik: 16 544<refname="Rsssf"/> Domare: John Wright Paterson (Skottland) |
| 19:00 UTC+1 | 19:00 UTC+1      |                      |                 |                                                            | Oslo Publik: 16 544<refname="Rsssf"/> Domare: John Wright Paterson (Skottland) | Oslo Publik: 16 544<refname="Rsssf"/> Domare: John Wright Paterson (Skottland) |

|             | 25 september 1971 | Ungern                            | 2 – 0           | Bulgarien | Ferenc Puskás-stadion                                                                |                                                                                      |
| 17:30 UTC+1 | 17:30 UTC+1       | Péter Juhász 51′ Csaba Vidáts 52′ | (0 – 0) Rapport |           | Budapest Publik: 75 000<refname="Rsssf"/> Domare: Robert Holley Davidson (Skottland) | Budapest Publik: 75 000<refname="Rsssf"/> Domare: Robert Holley Davidson (Skottland) |
| 17:30 UTC+1 | 17:30 UTC+1       |                                   |                 |           | Budapest Publik: 75 000<refname="Rsssf"/> Domare: Robert Holley Davidson (Skottland) | Budapest Publik: 75 000<refname="Rsssf"/> Domare: Robert Holley Davidson (Skottland) |
| 17:30 UTC+1 | 17:30 UTC+1       |                                   |                 |           | Budapest Publik: 75 000<refname="Rsssf"/> Domare: Robert Holley Davidson (Skottland) | Budapest Publik: 75 000<refname="Rsssf"/> Domare: Robert Holley Davidson (Skottland) |

|             | 9 oktober 1971 | Frankrike | 0 – 2           | Ungern                                | Stade Olympique Yves-du-Manoir                                                 |                                                                                |
| 15:00 UTC+1 | 15:00 UTC+1    |           | (0 – 2) Rapport | 35′ Ferenc Bene 43′ (sjm.) Jacky Novi | Colombes Publik: 21 756<refname="Rsssf"/> Domare: Gaspar Pintado Viu (Spanien) | Colombes Publik: 21 756<refname="Rsssf"/> Domare: Gaspar Pintado Viu (Spanien) |
| 15:00 UTC+1 | 15:00 UTC+1    |           |                 |                                       | Colombes Publik: 21 756<refname="Rsssf"/> Domare: Gaspar Pintado Viu (Spanien) | Colombes Publik: 21 756<refname="Rsssf"/> Domare: Gaspar Pintado Viu (Spanien) |
| 15:00 UTC+1 | 15:00 UTC+1    |           |                 |                                       | Colombes Publik: 21 756<refname="Rsssf"/> Domare: Gaspar Pintado Viu (Spanien) | Colombes Publik: 21 756<refname="Rsssf"/> Domare: Gaspar Pintado Viu (Spanien) |

|             | 27 oktober 1971 | Ungern                                               | 4 – 0           | Norge | Ferenc Puskás-stadion                                                     |                                                                           |
| 17:30 UTC+1 | 17:30 UTC+1     | Ferenc Bene 22′, 43′ Antal Dunai 24′ Lajos Szűcs 63′ | (3 – 0) Rapport |       | Budapest Publik: 30 000<refname="Rsssf"/> Domare: Doğan Babacan (Turkiet) | Budapest Publik: 30 000<refname="Rsssf"/> Domare: Doğan Babacan (Turkiet) |
| 17:30 UTC+1 | 17:30 UTC+1     |                                                      |                 |       | Budapest Publik: 30 000<refname="Rsssf"/> Domare: Doğan Babacan (Turkiet) | Budapest Publik: 30 000<refname="Rsssf"/> Domare: Doğan Babacan (Turkiet) |
| 17:30 UTC+1 | 17:30 UTC+1     |                                                      |                 |       | Budapest Publik: 30 000<refname="Rsssf"/> Domare: Doğan Babacan (Turkiet) | Budapest Publik: 30 000<refname="Rsssf"/> Domare: Doğan Babacan (Turkiet) |

|             | 10 november 1971 | Frankrike                          | 2 – 1           | Bulgarien               | Stade Marcel Saupin                                                        |                                                                            |
| 20:30 UTC+1 | 20:30 UTC+1      | Georges Lech 64′ Charly Loubet 84′ | (0 – 0) Rapport | 54′ (str.) Hristo Bonev | Nantes Publik: 9 405<refname="Rsssf"/> Domare: John Keith Taylor (England) | Nantes Publik: 9 405<refname="Rsssf"/> Domare: John Keith Taylor (England) |
| 20:30 UTC+1 | 20:30 UTC+1      |                                    |                 |                         | Nantes Publik: 9 405<refname="Rsssf"/> Domare: John Keith Taylor (England) | Nantes Publik: 9 405<refname="Rsssf"/> Domare: John Keith Taylor (England) |
| 20:30 UTC+1 | 20:30 UTC+1      |                                    |                 |                         | Nantes Publik: 9 405<refname="Rsssf"/> Domare: John Keith Taylor (England) | Nantes Publik: 9 405<refname="Rsssf"/> Domare: John Keith Taylor (England) |

|             | 4 december 1971 | Bulgarien                            | 2 – 1           | Frankrike            | Nationalstadion Vasil Levski                                                   |                                                                                |
| 14:30 UTC+2 | 14:30 UTC+2     | Petar Zhekov 47′ Atanas Mihaylov 82′ | (0 – 0) Rapport | 84′ Bernard Blanchet | Sofia Publik: 18 000<refname="Rsssf"/> Domare: Kurt Tschenscher (Västtyskland) | Sofia Publik: 18 000<refname="Rsssf"/> Domare: Kurt Tschenscher (Västtyskland) |
| 14:30 UTC+2 | 14:30 UTC+2     |                                      |                 |                      | Sofia Publik: 18 000<refname="Rsssf"/> Domare: Kurt Tschenscher (Västtyskland) | Sofia Publik: 18 000<refname="Rsssf"/> Domare: Kurt Tschenscher (Västtyskland) |
| 14:30 UTC+2 | 14:30 UTC+2     |                                      |                 |                      | Sofia Publik: 18 000<refname="Rsssf"/> Domare: Kurt Tschenscher (Västtyskland) | Sofia Publik: 18 000<refname="Rsssf"/> Domare: Kurt Tschenscher (Västtyskland) |